# Stylidium pubigerum
Stylidium pubigerum är en tvåhjärtbladig växtart som beskrevs av Otto Wilhelm Sonder. Stylidium pubigerum ingår i släktet Stylidium och familjen Stylidiaceae. Inga underarter finns listade i Catalogue of Life.